# Playmobil фильм: Через вселенные
«Playmobil фильм: Через вселенные» (англ. Playmobil: The Movie) — американо-французский музыкальный анимационный фильм режиссёра Лино ДиСальво, основанный на популярной линии игрушек Playmobil. Мировая премьера состоялась 10 июня 2019 года на Международном фестивале анимационного кино в Анеси.

## Сюжет
Чарли и его старшая сестра Марла, увлекшись игрой, оказываются в волшебном мире игрушек. Марла там теряет брата и вынуждена отправиться на его поиски. помочь ей в этом готовы новоприобретённые друзья — нелепый, но очаровательный водитель грузовика Дэл и частный детектив Рэкс Дашер. На их пути таится немало опасностей, главная из которых — злобный император Максимус, похищающий жителей волшебного мира для участия в кровавых битвах на потребу толпе и себе любимому. Добраться же до него возможно лишь через пять миров: Землю викингов, Мир Юрского периода, Дикий Запад, Волшебную страну и Шпионский город.

## Роли озвучивали
- Аня Тейлор-Джой — Марла Бреннер
- Гэбриел Бейтман — Чарли Бреннер
- Джим Гэффиган — Дэл
- Дэниел Рэдклифф — Рэкс Дашер
- Адам Ламберт — император Максимус
- Кинан Томпсон — Кровавый скелет
- Меган Трейнор — Добрая фея
- Лино ДиСальво — Роботитрон
- Мэдди Тейлор — Глинара
- Дэн Наварро — предводитель викингов

## Сборы и критика
Прокат в Мексике и ЮАР стартовал 16 августа 2019 года, в Австрии, Германии, Камбодже и Сингапуре — 29 августа 2019 года, в России, на Украине и в Чили — 30 января 2020 года.
Многими обозревателями мультфильм был расценен как полнометражная реклама. Немалая часть критики посвящена плохо рассказанной истории, банальных песнях и проблемах построения мира. Несколько негативных отзывов основывались на сравнении с анимацией вселенной Lego. В прокате в Северной Америке и Европе фильм также провалился, при бюджете в 40 млн долларов собрав лишь 16.